# Stenometopiellus libanensis
Stenometopiellus libanensis är en insektsart som beskrevs av Abdul-nour 1986. Stenometopiellus libanensis ingår i släktet Stenometopiellus och familjen dvärgstritar. Inga underarter finns listade i Catalogue of Life.